# Claus Boden
Claus Boden (* 7. Oktober 1951 in Dresden) ist ein ehemaliger deutscher Fußballspieler. Als Torwart spielte er für Dynamo Dresden und Stahl Riesa in der DDR-Oberliga. Boden bestritt 16 Länderspiele für die Nachwuchsauswahl der DDR.

## Sportliche Laufbahn

### Gemeinschaftsstationen
Claus Boden wechselte 1968 vom Nachwuchs der BSG Empor Tabak Dresden, zur SG Dynamo Dynamo Dresden, dem Schwerpunkt auf Fußballclubniveau der Region. In der Spielzeit 1971/72 wurde er, der für einen Torwart die eher geringe Körpergröße von 1,74 Meter aufwies, zum ersten Mal in der Oberligamannschaft der Dresdner eingesetzt. Er debütierte am 30. Oktober 1971 wenige Tage nach seinem 20. Geburtstag im Heimspiel gegen den FC Karl-Marx-Stadt (2:1), als er in der 31. Minute für Manfred Kallenbach eingewechselt wurde. Bereits am Ende jener Saison hatte er Kallenbach als Stammtorhüter abgelöst und bestritt am 14. Mai 1972 mit dem Endspiel um den FDGB-Pokal sein erstes Endspiel im Männerbereich. Das Spiel ging allerdings mit 1:2 gegen den FC Carl Zeiss Jena verloren.
1973 konnte Boden mit dem Gewinn der DDR-Meisterschaft seinen ersten Titel feiern. Insgesamt wurde er mit Dynamo Dresden viermal DDR-Meister. 1977 gewann er nach drei verlorenen Finals mit den Schwarz-Gelben (dem bereits erwähnten 1972 sowie 1974 und 1975) im vierten Anlauf auch erstmals mit den Dynamos den DDR-Pokalwettbewerb nach einem 3:2-Sieg am 28. Mai über den 1. FC Lokomotive Leipzig. Er wurde in allen acht Pokalspielen aufgeboten.
In den Meisterschaftsjahren 1975/1976 sowie 1976/77 war Boden mit 26 und 22 absolvierten Spielen unbestrittener Stammtorwart von Dynamo Dresden. 1976 war jedoch der damals 24-jährige mehrfache Nachwuchs- und B-Nationalspieler Bernd Jakubowski von Hansa Rostock nach Dresden geholt worden. Er löste in der Saison 1977/78 Boden als Stammtorhüter ab. Nach 153 Oberligaspielen und 39 Europapokalspielen wurde Boden in der Saison 1981/82 nur noch im Aufgebot für die Nachwuchsoberliga geführt.
Inzwischen über 30 Jahre alt, wechselte Boden zu Beginn der Spielzeit 1982/83 zur BSG Stahl im benachbarten Riesa, die vor zwei Jahren aus der Oberliga abgestiegen war, und bei der bereits sein ehemaliger Dresdner Mitspieler Rainer Sachse im Aufgebot stand. Am Ende der Saison stieg Stahl Riesa wieder in die Oberliga auf und Boden bestritt mit dieser Mannschaft bis zum abermaligen Abstieg 1988 weitere 129 Oberligaspiele, sodass sich seine Bilanz auf insgesamt 282 Erstligaeinsätze erhöhte. Damit liegt er auf Platz 56 der am häufigsten auflaufenden Oberligaakteure. In der höchsten Spielklasse des DDR-Fußballs erzielte Boden zwei Treffer per Elfmeter. Mit dem Ende der Saison 1987/88 beendete Boden auch seine Laufbahn als Torwart.

### Auswahleinsätze
Er war Mitglied der U-23-Nationalelf der DDR. Im Wettbewerb 1972/74 der Nachwuchseuropameisterschaft kam er mit der ostdeutschen Auswahl bis ins Finale, in dem sie nach einem 3:2-Hinspielsieg und einer 0:4-Niederlage im Rückspiel gegen Ungarn den Titel verspielte. Insgesamt wurde Boden zwischen 1972 und den U-23-EM-Endspielen im Mai 1974 in 16 Begegnungen der Nachwuchsauswahl eingesetzt.
Die erfolgreichen Einsätze in der Nachwuchsauswahl rückten den Dresdner Torwart in diesem Frühjahr auch ins Blickfeld von A-Nationalmannschaftscoach Georg Buschner. So zählte Boden zum 40-köpfigen vorläufigen DDR-Kader für die WM in der Bundesrepublik. Dort musste er den etablierten Kräften Jürgen Croy, Wolfgang Blochwitz und Werner Friese den Vortritt lassen und kam auch im weitern Verlauf der Karriere zu keinem A-Länderspiel.

## Weiterer Werdegang
Er arbeitete später als Torwarttrainer. So unter anderem nach seinem Karriereende bei Stahl Riesa und von 1996 bis 2004 beim damaligen Bundesligisten TSV 1860 München.